# تيمان قلا (سقز)
قرية تَيمان قلا (بالكردية: تەیمان قەڵا) هي إحدى القرى التابعة لـتيله کو في ريف قسم زيويه من مقاطعة سقز، في محافظة كردستان الإيرانية.

## السكان
حسب إحصاءات سنة 2006، بلغ إجمالي السكان في تَيمان قلا 107 نسمة وعدد المساكن 20 مسكن. لغة سكان تَيمان قلا هي اللغة الكردية و هم من أهل السنة والجماعة والمذهب الشافعي.